# BongaCams
BongaCams — сайт для дорослих, який базується в Нідерландах, і пропонує еротичний відеочат із моделями, які зазвичай демонструють оголеність та сексуальну активність, починаючи від стриптизу та еротичних розмов до мастурбації із секс-іграшками. Усі відвідувачі можуть приєднатися до загальних чатів, тоді як моделі можуть заробляти гроші за рахунок донатів. BongaCams був одним з перших вебсайтів, що впровадив безпеку HTTPS. Це один з найбільших вебсайтів для дорослих у Європі, який конкурує з американським сайтом Chaturbate. Станом на лютий 2020 року сайт посідає 24-e місце в глобальному рейтингу Alexa і входить в число 10 найпопулярніших сайтів у ряді країн, таких як Україна, Болгарія та Молдова.
Партнерська програма BongaCash і вебсайт BongaModels також є частиною мережі BongaCams. 

## Історія
Сайт був запущений у 2012 році. У 2015 році BongaCams був одним зі 100 найбільш відвідуваних сайтів у світі за даними Alexa і одним з найбільш відвідуваних сайтів для дорослих в інтернеті. Сайт отримав свою першу нагороду у 2016 році в номінації Best Emerging Live Cam Site на Live Cam Awards 2016.
У грудні 2016 року BongaCams придбали RusCams.com.
У березні 2017 року вони придбали ще один сайт — CamFuze.com.
У січні 2017 року мальтійська газета The Malta Independent повідомила, що BongaCams користується більшою популярністю серед мальтійців, ніж Вікіпедія.

## Нагороди та номінації
| Рік  | Результат | Категорія                                  |
| ---- | --------- | ------------------------------------------ |
| 2017 | Номінація | Live Cam Company of the Year — Europe      |
| 2017 | Номінація | Adult Site of the Year — Live Cam (Europe) |

| Рік  | Результат | Категорія              |
| ---- | --------- | ---------------------- |
| 2017 | Номінація | Best Cam Site — Europe |

| Рік  | Результат | Категорія                          |
| ---- | --------- | ---------------------------------- |
| 2016 | Перемога  | Best Live Cam Revenue Program (EU) |
| 2017 | Номінація | Best Cam Platform (EU)             |
| 2017 | Номінація | Best White Label Provider          |
| 2017 | Номінація | Best Marketing Campaign            |
| 2017 | Номінація | Best Live Cam Revenue Program (EU) |
| 2017 | Перемога  | Company of the Year                |

| Рік  | Результат | Категорія              |
| ---- | --------- | ---------------------- |
| 2016 | Перемога  | Best European Cam Site |
| 2017 | Перемога  | Best Tipping Cam Site  |

| Рік  | Результат | Категорія                              |
| ---- | --------- | -------------------------------------- |
| 2016 | Перемога  | Best Affiliate Program                 |
| 2017 | Перемога  | Live Cam Affiliate Program of the Year |
| 2017 | Перемога  | Freemium Cam Site of the Year          |

| Рік  | Результат | Категорія                        |
| ---- | --------- | -------------------------------- |
| 2016 | Перемога  | Best Emerging Live Cam Site      |
| 2017 | Перемога  | Best Live Cam WhiteLabel Program |
| 2017 | Перемога  | Best Live Cam Affiliate Program  |

| Рік  | Результат | Категорія                       |
| ---- | --------- | ------------------------------- |
| 2017 | Перемога  | Best Credits or Tokens Cam Site |
| 2017 | Перемога  | Best Russian Adult Webcams Site |